# Jazzbox
Jazzbox fue un servicio de vídeo bajo demanda en alta definición y en línea, ofrecido por la empresa de telecomunicaciones Jazztel. Tras la adquisición de Jazztel por Orange España en 2015, el servicio se suprimió, ofertandose únicamente el servicio de Orange TV.

## Fase de pruebas
Lanzado en fase beta sin coste el 24 de octubre de 2011, Jazztel pretende incluir inicialmente 625 clientes para las pruebas los cuales deben conseguir una invitación en varios portales de Internet incluyendo el propio blog de la compañía. Entre dichos portales se encuentran Bandaancha, ADSLZone, ADSLNet, MundoPlus y AnexoM.
El plazo para acceder a esta fase del servicio terminó el 4 de noviembre de 2011. Los usuarios disfrutarán de este periodo de prueba gratuito hasta el 31 de diciembre de 2011, pudiendo entonces contratar el servicio cualquier cliente de Jazztel a partir de enero de 2012. Durante este tiempo los usuarios pueden probar el servicio y comunicar cualquier duda o fallo al proveedor. A lo largo de 2012 está previsto implementar la posibilidad de acceder a contenidos de Internet tales como vídeos en línea y acceso a las redes sociales más conocidas.
Durante los primeros días sólo había acceso a los contenidos bajo demanda y con una cantidad limitada. El día 15 de noviembre de 2011 se habilitó Canal+ 1 HD junto con el videoclub (taquilla) en directo y además el catálogo de contenidos bajo demanda fue ampliado.
El día 29 de noviembre finalizó la fase beta, pudiéndose contratar desde entonces el servicio por parte del público general. Las condiciones para los clientes que entraron en la beta se siguen manteniendo.

## Características técnicas

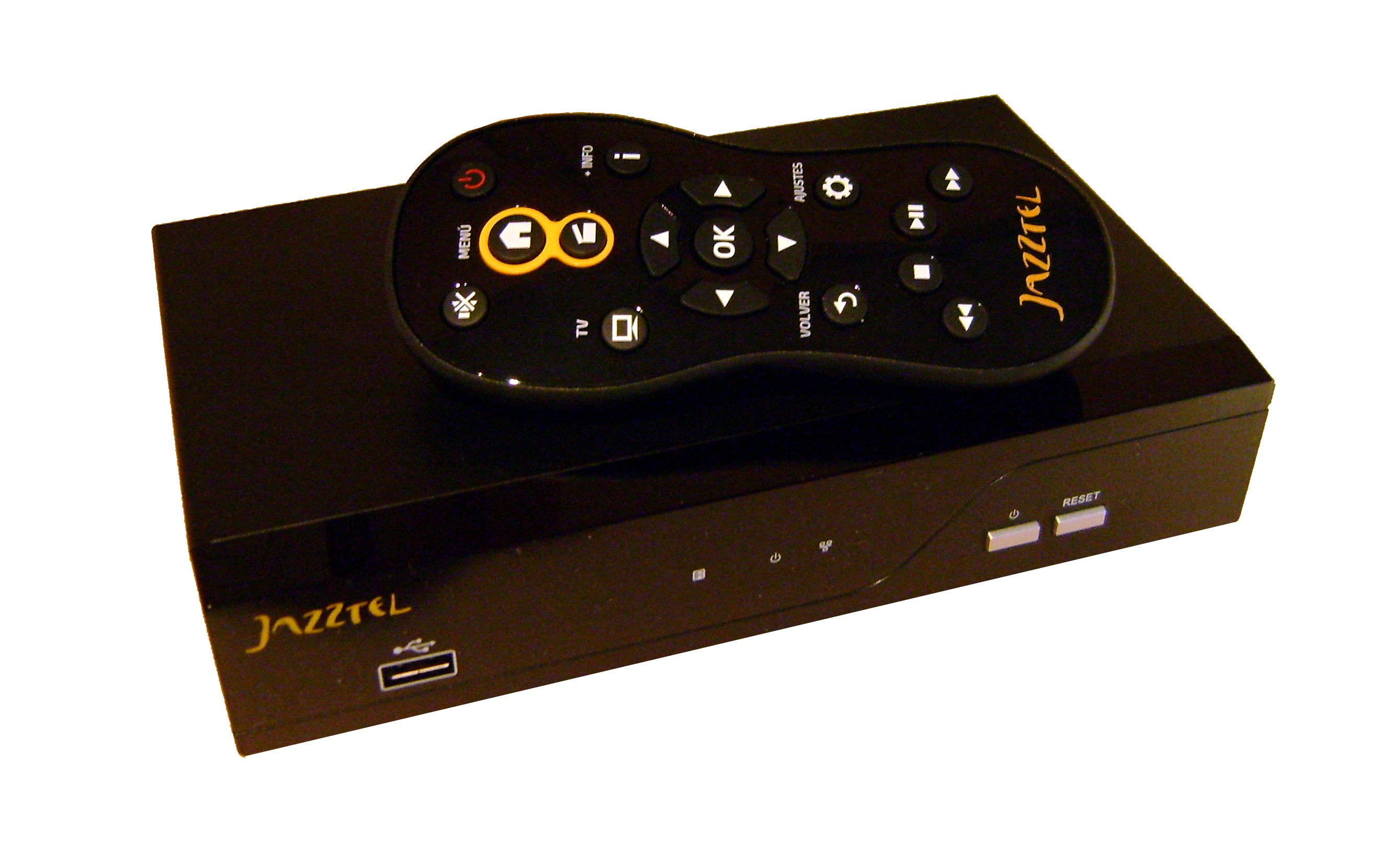
Jazzbox de Jazztel

### Arquitectura de red
La operadora Jazztel ha establecido una CDN dentro de su propia red, donde se almacenan todos los contenidos que se vayan añadiendo para que los clientes puedan disfrutar de los mismos evitando problemas de tráfico que pudieran derivarse de Internet. Es decir, todos los contenidos bajo demanda, pago por visión e incluso Canal+ 1 directo se ofrecen desde la propia red de Jazztel sin acceder al resto de Internet. Jazzbox es por tanto también un servicio IPTV con la particularidad de tener el almacenamiento en nube para los contenidos bajo demanda.
La entrega de señal al usuario se realiza con la red de acceso sobre la que la compañía ofrece sus conexiones a Internet. Los requisitos fijados en este sentido son los clientes con cobertura para las conexiones ADSL2+ de 6, 12 y 20 Mbps y VDSL2 de 30 Mbps bajo la red propia de Jazztel.
La transmisión del vídeo es adaptativa por lo que la calidad del mismo varía en función del uso que el usuario esté haciendo de su DSL de tal forma que tanto el acceso a Internet como el Jazzbox hagan un uso equilibrado de la línea sin perjudicar en exceso el uno al otro. Esta característica puede significar que si se está haciendo un uso muy intensivo del acceso a Internet el servicio Jazzbox baje automáticamente a calidad inferior a la alta definición hasta que esté disponible de nuevo el ancho de banda necesario. Los cambios en la calidad de imagen son sin cortes ni sobresaltos.
El cliente recibe los datos mediante un set top box (con el mismo nombre del servicio, Jazzbox) entregado con un pago único bajo régimen de cesión de uso. Este STB se conecta mediante Ethernet al router que da acceso a Internet. La comunicación entre ambos puede hacerse directamente con cable Ethernet o mediante  PLC, ofrecidos también junto con el servicio si el cliente los necesitara. Obviamente se puede utilizar lo que se quiera para mantener el STB conectado al router, incluyendo adaptadores Ethernet<->Wi-Fi, aunque no es recomendable debido a las características del servicio, no al menos en la banda tradicional de 2'4Ghz.

### Dispositivo de acceso

#### Hardware
El Jazzbox se conecta a la TV mediante conector HDMI o euroconector. Dispone además de salida de audio digital S/PDIF, una toma de red Fast Ethernet para conectarlo al router ADSL del cliente y un puerto USB actualmente inactivo pero que se prevé que tenga utilidad en el futuro. Para manejar el aparato se suministra también el pertinente mando a distancia. El Jazzbox está preparado para una definición máxima de 720p.
Está fabricado por la empresa Zinwell, siendo el modelo de set top box el Z-803N.
Su SoC es un Broadcom BCM7405, por lo que le permite decodificar vídeo comprimido con códec VC-1, H.264, MPEG-4 ASP o MPEG-2. En cuanto al audio se tiene soporte para AAC, capas 1, 2 y 3 de MPEG-1 (comúnmente conocidas como MP1, MP2 y MP3), Dolby Digital y WMA.
Lleva un total de 128MB de memoria RAM DDR2 a 400Mhz (800Mhz efectivos). También dispone de 128MB de memoria NAND Flash y otros 4MB en otro chip con protección.

#### Software
Según informaron algunos usuarios del servicio en fase de pruebas, entre los proveedores tecnológicos del software del Jazzbox están Ekioh (interfaz de usuario),  Quative (protección de contenidos y streaming) y Optiva Media (adaptación para Jazztel).
El protocolo empleado para la transmisión de vídeo funciona sobre HTTP. Perteneciente a la capa de aplicación en el modelo OSI, es utilizado normalmente para la navegación por la web, incluyendo portales de vídeos en la Internet pública como puedan ser YouTube, Vimeo o MegaVideo.
El firmware del Jazzbox utiliza un Linux versión 2.6. La interfaz de usuario del set top box está realizada con HTML5, CSS, JavaScript y el uso de SVG dinámico. La información sobre la estructura y elementos del menú se recibe descrita con notación JSON.
El streaming lleva un cifrado basado en  Nagra 3, el mismo que se emplea en las televisiones por satélite.

## Recepción del mercado
El servicio no ha generado mucho ruido, probablemente debido a que se está anunciando principalmente vía web, sin publicidad adicional con facturas u otros medios. Algunos usuarios aquejan problemas a la hora de ver los partidos, con cortes. A pesar de haber terminado la fase beta, las opciones y funcionalidad ofrecida sigue siendo prácticamente la misma que durante las pruebas.